# نهر سوان

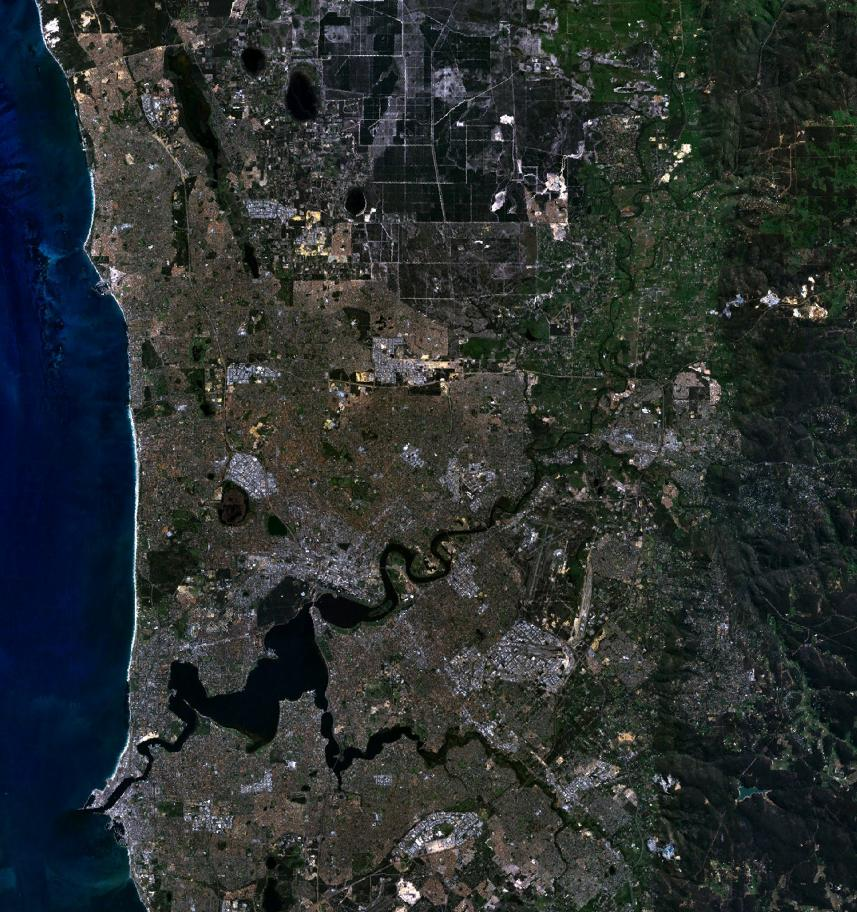
منظر علوي لنهر السوان

نهر السوان (بالإنجليزية: Swan River)، أو بالعربية «نهر البجعة». يخترق هذا النهر مدينة بيرث عاصمة ولاية غرب أستراليا، ويصب في المحيط الهندي. وتبلغ مساحة هذا النهر 121.000 كم مربع. يتفرع هذا النهر إلى ثلاثة فروع هي:
- نهر أفون
- نهر كاننج
- نهر هيلينا

يوجد سدين في الفرعيين الأخيرين، ويتم بواسطتهما توفير جزء من المياه المطلوبة لـ مدينة بيرث والمناطق المُحيطة بها. ويمر النهر بوادي أفون حيث تحتوي أراضيه على تربة خصبة تنتشر عليها الزراعات المتنوعة. ومن أهم المدن الرئيسية التي يضمها هذا الوادي تورتام ويورك.